# Tom Marechek
Tom "Hollywood" Marecheck, né le 25 août 1968, est ancien joueur professionnel de crosse. À l'Université de Syracuse il forme avec les frères Gait, Paul et Gary, l'un des trios les plus prolifiques de l'histoire de ce sport. Ils sont tous les trois surnommés à l'époque la "Canadian Connection". 
Mareheck joue 12 années en National Lacrosse League et 7 en Major League Lacrosse. En février 2007, il est introduit au Hall of Fame de la NLL. En novembre 2008, il est introdruit au Hall of Fame de la crosse américaine. Il est surnommé « Hollywood » en raison de l'arsenal incroyable de techniques qu'il est capable d'utiliser pour marquer des buts (dans le dos, entre ses jambes, tour du monde...) et de sa vision extraordinaire du jeu .

## Carrière Universitaire
Marechek intègre l'Université de Syracuse en 1989. Il rejoint alors Paul et Gary Gait, déjà stars universitaires après avoir remporté le championnat de 1998 et posté plusieurs « Air Gait » (un but marqué en sautant depuis l'arrière du but) durant la saison. 
Dès sa première année, il remporte le championnat universitaire. Lors du tournoi de fin année, il inscrit 8 buts. .
L'année suivante, en 1990, Syracuse gagner une nouvelle fois la finale du championnat en s'imposant 21 à 9 face à l'Université Loyola du Maryland. Marechek marque 10 buts dans le tournoi dont 3 en finale. Cependant, la NCAA décide de retirer le titre à Syracuse en raison d'une infraction non sportive commise par l'équipe.
Après le départ des jumeaux Gait, Marechek continue de réaliser des performances mais Syracuse ne parvient plus à remporter le titre, échouant en demi-finale en 1991 et en finale en 1992.
Durant ses 4 années universitaires, il est à chaque fois nommé All-American dont 3 fois dans la 1re équipe (1990, 1991, 1992).

## Carrière Professionnelle

### Carrière en NLL
Marechek est sélectionné en 6e position de la draft NLL de 1992 par les Bandits de Buffalo. Il ne fait cependant ss débuts dans la ligue que deux ans plus tard lorsque ses droits sont acquis par les Wings de Philadephie.
Pour sa première saison chez les professionnels, il inscrit 14 buts et réalise 19 assistances en seulement 7 matchs. Les Wings remportent le championnat et Marechek est nommé Rookie de l'année.
L'année suivante, en 1995, il remporte une nouvelle fois le championnat avec les Wings. Il inscrit 17 buts et enregistre 18 assistances.
Au fur et à mesure où la ligue se développe et accueille de nouvelles équipes, les performances de Marechek progresse jusqu'à atteindre les 48 buts marqués durant la saison 2001.
Il évolue avec les Wings jusqu'à sa retraite sportive au milieu de la saison 2005. En plus des deux premiers titres acquis lors de ses deux premières années dans la ligue, il remporte à deux autres reprises le championnat (1998, 2001).
Il termine sa carrière en NLL avec 399 points, 374 assistances pour un total de 773 points.

### Carrière en MLL
En 2001, à la création de la MLL, Marechek est sélectionné en 4e position par les Bayhawks de Baltimore (à présent Bayhawks de Chesapeake).
De 2001 à 2004, il réalise des performances lui permettant d'être sélectionné dans l'équipe All-Star.
Il remporte deux titres avec les Bayhawks, en 2002 et en 2005.
Après deux championnats entachés par les blessures et les performances médiocres des Bayhawks, Marechek met fin à sa carrière professionnelle à l'issue de la saison 2007.